# 柯爾特雙鷹半自動手槍
柯爾特雙鷹（英語：Colt Double Eagle）是一款由美国槍械設計師羅恩·史密斯在1985年研製、並且由槍械製造商柯爾特在1989年至1997年之間生產的雙／單動操作扳機（DA/SA）、半自動、彈匣供彈和後座式手枪，可發射多種口徑、包括.45 ACP口徑的手槍子彈。

## 概述
這是柯爾特公司提供的首款雙動操作半自動手槍。它既有著標準的全尺寸手槍，也有較為緊湊的版本。該手槍裝有待擊解脫桿，並且可以製成多種口徑。該系列的型號被稱為90系列。
雙鷹手槍的設計基於柯爾特M1911手槍。採用的是可拆卸式單排彈匣，與隨M1911附帶的彈匣相同。大多數雙鷹型號只會提供不鏽鋼材質，但是“輕便”的軍官型的材質為合金底把和烤藍套筒。
史密斯企業公司的創立者羅恩·史密斯是雙動操作機構的主要設計者。
套筒採用了柯爾特80系列型號的閉鎖撞針保險裝置，但與柯爾特的80系列手槍不同的是，雙鷹軍官型的.45 ACP口徑型號裝有8發彈匣。

## 衍生型
雙鷹手槍可採用多種口徑；其中最常見的是.45 ACP和10毫米Auto。偶爾，還可找到發射.40 S&W、9×19毫米魯格彈和.38超級彈的彷製型。與M1911相似的是，柯爾特除了提供其全尺寸版本以外，還提供了較緊湊的指揮官和軍官版本。全尺寸型有發射.45 ACP和10毫米Auto子彈的版本，以及在1992年的時期短暫提供的9×19毫米魯格彈和.38超級彈。指揮官型亦發射.45 ACP子彈，並在1992年曾提供了罕見的.40 S&W版本。軍官型也發射.45 ACP子彈，以及、亦在1992年曾提供了很少見的.40 S&W版本。由於某些射手的皮膚被扳机的頂部所夾傷，以及一部份彈簧只能由握把側板所維持的問題，柯爾特最終重新設計了扳機機構，並且新增了一塊固定板。而所得的成果就是雙鷹Mark II。

## 結局
雙鷹手槍為時已晚，無法取得商業成功。就設計而言，它與1950年代投放市場的手槍無異；而且該手槍比同期槍型沉重。由於銷售不佳，這意味著1992年計劃停止生產。最終，該手槍所有型號的生產於1997年結束。 

## 資料來源
1. ↑  Tarr, James.  2nd. Iola, Wisconsin: F+W Media. 2013: 169  [2020-06-08]. ISBN 978-1-4402-3753-9. （原始内容存档于2014-07-15）.
2. ↑  Ken Warner. . . Iola, Wisconsin: DBI Books. July 1986: 297–299. ISBN 978-0-87349-001-6.
3. ↑  Campbell, Robert K. . Iola, Wisconsin: Gun Digest Books. 2011: 173  [2020-06-08]. ISBN 1-4402-1888-9. （原始内容存档于2014-07-17）.
4. ↑  Sapp, Rick. . Iola, Wisconsin: F+W Media, Inc. 21 November 2007: 169  [2020-06-08]. ISBN 0-89689-534-3. （原始内容存档于2014-07-28）.

## 外部連結
- （英文）—Official Safety and Instruction Manual (registration required) （页面存档备份，存于） (.pdf)
- （英文）—Safety and Instruction Manual (copy) (.pdf)
- （英文）—Modern Firearms—Colt Double Eagle （页面存档备份，存于）
- （简体中文）—槍炮世界—柯尔特双鹰手枪 （页面存档备份，存于）